# Cinevox
Cinevox Record è una casa discografica italiana, specializzata nella produzione di colonne sonore.

## Storia
La Cinevox Record venne fondata nel 1961 su iniziativa del Gruppo Editoriale Bixio, gestito dai due figli di Cesare Andrea Bixio, Franco e Carlo. Il primo LP della casa discografica risale al 1966, producendo poi più di 200 dischi tra LP e singoli. Numerose sono le collaborazioni con registi premi oscar e grandi maestri del cinema come Bernardo Bertolucci, Franco Zeffirelli, Roberto Benigni, Roman Polański, Luchino Visconti, Michelangelo Antonioni, Mario Monicelli, Dino Risi, Luigi Comencini, Sergio Leone, Ettore Scola, Pier Paolo Pasolini, Nanni Loy, Pupi Avati, Dario Argento e Carlo Verdone. Fra le colonne sonore prodotte da Cinevox vi sono titoli come: La Notte, Giù la testa, Indagine su un cittadino al di sopra di ogni sospetto, Metti, una sera a cena, Il Marchese del Grillo, L'uccello dalle piume di cristallo, Profondo Rosso e Suspiria.
Nel corso della sua storia, Cinevox ha prodotto molti fra i più famosi compositori di colonne sonore e musica da film: fra questi, i premi oscar Ennio Morricone, Nino Rota e Nicola Piovani insieme a compositori come Armando Trovajoli, Luis Bacalov, Riz Ortolani, Piero Piccioni, Piero Umiliani, Pino Donaggio, Keith Emerson, Bill Wyman, Goblin e Avion Travel. Fino agli anni ottanta la distribuzione italiana della casa discografica è stata curata da Dischi Ricordi, per poi passare a Deltatrade.
Cinevox ha spesso pubblicato album di artisti non legati al cinema: molte le produzioni di musica leggera come Achille Togliani, Orietta Berti, Adriano Pappalardo, Giò Di Tonno e Marco Armani.

## Dischi
La datazione qui riportata si basa sull'etichetta del disco o sulla copertina; qualora nessuno di questi elementi abbia una datazione, è basata sulla numerazione del catalogo; talora è, infine, basata sul codice della matrice di stampa. Se esistenti, sono riportati, oltre all'anno, il mese e il giorno (quest'ultimo dato si trova, a volte, stampato sul vinile).

### 33 giri - Serie MDF
La sigla di catalogo di questa serie, MDF, sta per Musiche da film; infatti si tratta in tutti i casi di dischi tratti da colonne sonore
| Numero di catalogo | Anno  | Interprete | Titoli                                                                 |
| ------------------ | ----- | --- | ---------------------------------------------------------------------- |
| MDF 33/1           | 1967  | Georges Auric | Il papavero è anche un fiore                                           |
| MDF 33/2           | 1968  | Bruno Maderna | La morte ha fatto l'uovo                                               |
| MDF 33/3           | 1968  | Francesco de Masi | Quanto costa morire                                                    |
| MDF 33/4           | 1968  | Carlo Savina | La scuola delle vergini                                                |
| MDF 33/5           | 1968  | Pierre Jansen | Les biches - Le cerbiatte                                              |
| MDF 33/6           | 1968  | Angelo Francesco Lavagnino | Requiem per un gringo                                                  |
| MDF 33/7           | 1969  | Carlo Rustichelli | I quattro dell'Ave Maria                                               |
| MDF 33/8           | 1969  | Sandro Brugnolini / Luigi Malatesta                                                                                                | Dov'è l'Australia                                                      |
| MDF 33/9           | 1968  | Carlo Rustichelli | I quattro dell'Ave Maria                                               |
| MDF 33/10          | 1968  | Piero Piccioni | Bora Bora                                                              |
| MDF 33/11          | 1969  | Mario Nascimbene | Commandos                                                              |
| MDF 33/12          | 1968  | Angelo Francesco Lavagnino | La battaglia dell'ultimo Panzer                                        |
| MDF 33/13          | 1969  | Carlo Rustichelli | Probabilità zero                                                       |
| MDF33/14           | 1969  | Aldo Grimaldi | Il ragazzo che sorride                                                 |
| MDF 33/15          | 1969  | Luigi Malatesta / Carlo Bixio | Noi due                                                                |
| MDF 33/16          | 1969  | Ennio Morricone | Metti, una sera a cena                                                 |
| MDF 33/17          | 1969  | Carlo Rustichelli | Satyricon                                                              |
| MDF 33/18          | 1969  | Angelo Francesco Lavagnino | 7 Eroiche carogne                                                      |
| MDF 33/19          | 1969  | Carlo Savina | I due Kennedy                                                          |
| MDF 33/20          | 1968  | Sandro Brugnolini / Luigi Malatesta                                                                                                | Gungala la pantera nuda                                                |
| MDF 33/22          | 1968  | Giorgio Gaslini | Le sorelle                                                             |
| MDF 33/23          | 1969  | Ennio Morricone | L'assoluto naturale                                                    |
| MDF 33/24          | 1969  | Piero Piccioni | Scacco alla regina                                                     |
| MDF 33/25          | 1969  | Piero Umiliani | La morte bussa due volte                                               |
| MDF 33/26          | 1969  | Armando Trovajoli | Nell'anno del Signore                                                  |
| MDF 33/27          | 1970  | Manuel De Sica | Io e Dio                                                               |
| MDF 33/28          | 1969  | Carlo Rustichelli | La collina degli stivali                                               |
| MDF 33/29          | 1969  | Gianni Ferrio | Quei disperati che puzzano di sudore e di morte                        |
| MDF 33/30          | 1970  | Giorgio Gaslini | Le tue mani sul mio corpo                                              |
| MDF 33/31          | 1970  | Ennio Morricone | L'uccello dalle piume di cristallo                                     |
| MDF 33/32          | 1970  | Bruno Nicolai | Il trono di fuoco                                                      |
| MDF 33/33          | 1970  | Piero Umiliani | 5 bambole per la luna d'agosto                                         |
| MDF 33/34          | 1970  | The Rage Within | Delitto al circolo del tennis                                          |
| MDF 33/35          | 1970  | Gianni Ferrio | La morte risale a ieri sera                                            |
| MDF 33/36          | 1970  | Roberto Pregadio | Franco e Ciccio sul sentiero di guerra                                 |
| MDF 33/37          | 1971  | Angelo Francesco Lavagnino/ Franz Schubert                                                                                         | Angeli senza Paradiso                                                  |
| MDF 33/38          | 1972  | Oliver Onions | Afyon - Oppio                                                          |
| MDF 33/39          | 1973  | Enrico Simonetti | Baciamo le mani                                                        |
| MDF 33/40          | 1971  | Augusto Martelli | Il dio serpente                                                        |
| MDF 33/41          | 1971  | Giorgio Gaslini | Bali                                                                   |
| MDF 33/42          | 1971  | Piero Umiliani | Le isole dell'amore                                                    |
| MDF 33/43          | 1971  | Georges Delerue | Il conformista                                                         |
| MDF 33/44          | 1971  | Severino Gazzelloni | Scipione detto anche l'Africano                                        |
| MDF 33/45          | 1972  | Teo Usuelli | L'udienza                                                              |
| MDF 33/46          | 1971  | Giorgio Gaslini | La pacifista                                                           |
| MDF 33/47          | 1971  | Franco Bixio | Mio padre Monsignore                                                   |
| MDF 33/48          | 1971  | Motowns | Motowns                                                                |
| MDF 33/49          | 1971  | AA VV | Films in musica                                                        |
| MDF 33/50          | 1971  | Ennio Morricone | Giù la testa                                                           |
| MDF 33/51          | 1971  | Giorgio Gaslini | Un omicidio perfetto a termine di legge                                |
| MDF 33/52          | 1972  | Gianni Ferrio | Amico stammi lontano almeno un palmo                                   |
| MDF 33/53          | 1972  | Piero Piccioni | Mimì metallurgico ferito nell'onore                                    |
| MDF 33/54          | 1972  | Giorgio Gaslini | Il vero e il falso                                                     |
| MDF 33/55          | 1972  | Fred Bongusto | Gli ordini sono ordini                                                 |
| MDF 33/56          | 1972  | Franco Micalizzi | L'albero dalle foglie rosa                                             |
| MDF 33/57          | 1972  | Franco Bixio | Valeria dentro e fuori                                                 |
| MDF 33/58          | 1972  | Giorgio Gaslini | Quando le donne si chiamavano madonne                                  |
| MDF 33/59          | 1972  | Giorgio Gaslini | Rivelazioni di un maniaco sessuale al capo della squadra mobile        |
| MDF 33/60          | -1972 | Ennio Morricone | La cosa buffa                                                          |
| MDF 33/61          | 1972  | Gianni Ferrio | Il maschio ruspante                                                    |
| MDF 33/62          | 1973  | Gianni Ferrio | L'isola misteriosa e il capitano Nemo                                  |
| MDF 33/63          | 1973  | Claudio Gizzi/ L.W. Beethoven/F. Schubert/ W.A. Mozart                                                                             | Che?                                                                   |
| MDF 33/64          | 1973  | Guido e Maurizio De Angelis | Afyon Oppio                                                            |
| MDF 33/65          | 1973  | Gianni Ferrio | La calandria                                                           |
| MDF 33/66          | 1973  | Enrico Simonetti | Baciamo le mani                                                        |
| MDF 33/67          | 1974  | Nino Rota | Film d'amore e d'anarchia                                              |
| MDF 33/68          | 1973  | Fred Bongusto | Malizia                                                                |
| MDF 33/69          | 1973  | Franco Bixio | Diario segreto di un carcere femminile                                 |
| MDF 33/70          | 1974  | Guido e Maurizio De Angelis | Piedone lo sbirro                                                      |
| MDF 33/71          | 1973  | Giorgio Gaslini | Le cinque giornate                                                     |
| MDF 33/72          | 1974  | Piero Piccioni | Appassionata                                                           |
| MDF 33/73          | 1974  | Nicola Piovani | Flavia la monaca musulmana                                             |
| MDF 33/74          | 1974  | Ennio Morricone | Fotogramma per fotogramma, Vol. 1                                      |
| MDF 33/75          | 1974  | Ennio Morricone | Fotogramma per fotogramma, Vol. 2                                      |
| MDF 33/76          | 1974  | Fabio Frizzi | Amore libero                                                           |
| MDF 33/77          | 1974  | Bixio - Frizzi - Tempera | La preda                                                               |
| MDF 33/78          | 1974  | Jack Arel | Il fascino sottile della perversione                                   |
| MDF 33/79          | 1974  | Franco Bixio | A pugni nudi                                                           |
| MDF 33/80          | 1974  | Franco Micalizzi | L'albero dalle foglie rosa                                             |
| MDF 33/81          | 1974  | Giorgio Gaslini | Gaslini Quartet                                                        |
| MDF 33/82          | 1975  | AA VV | Musica e sesso                                                         |
| MDF 33/83          | 1974  | Vince Tempera | La nottata                                                             |
| MDF 33/84          | 1975  | Guido e Maurizio De Angelis | A mezzanotte va la ronda del piacere                                   |
| MDF 33/85          | 1975  | Goblin | Profondo rosso                                                         |
| MDF 33/86          | 1975  | Fiorenzo Carpi | La prima volta sull'erba                                               |
| MDF 33/87          | 1975  | Piero Umiliani | Il fidanzamento                                                        |
| MDF 33/88          | 1975  | Carlo Rustichelli | Salvo D'acquisto                                                       |
| MDF 33/89          | 1975  | Bixio - Frizzi - Tempera | La peccatrice                                                          |
| MDF 33/90          | 1975  | Masahiko Satoh | Belladonna                                                             |
| MDF33/91           | 1975  | Stelvio Cipriani | Mark il poliziotto                                                     |
| MDF 33/92          | 1975  | Cook & Benjamin Franklin Group | I quattro dell'apocalisse                                              |
| MDF 33/93          | 1975  | Carlo Rustichelli | Amici miei                                                             |
| MDF 33/94          | 1975  | Stelvio Cipriani | Due cuori e una cappella                                               |
| MDF 33/95          | 1975  | Cesare Andrea Bixio e Ennio Morricone                                                                                              | Divina creatura                                                        |
| MDF 33/96          | 1976  | Willy Brezza con il Reale Impero Britannico                                                                                        | Perché si uccidono (La merde)                                          |
| MDF 33/97          | 1976  | AA VV | Films in musica Vol. 2                                                 |
| MDF 33/98          | 1976  | Enrico Simonetti | Gamma                                                                  |
| MDF 33/99          | 1976  | Armando Trovajoli | Telefoni bianchi                                                       |
| MDF 33/100         | 1976  | Franco Mannino | L'innocente                                                            |
| MDF 33/101         | 1976  | Goblin | Roller                                                                 |
| MDF 33/102         | 1976  | Stelvio Cipriani | Dedicato a una stella                                                  |
| MDF 33/103         | 1976  | Michel Legrand | Tempo d'amare                                                          |
| MDF 33/104         | 1976  | Guido e Maurizio De Angelis | Il corsaro nero                                                        |
| MDF 33/105         | 1977  | Flavio Bocci | Nerone                                                                 |
| MDF 33/106         | 1977  | Piero Piccioni | Quelle strane occasioni                                                |
| MDF 33/107         | 1977  | James Dashow | Oedipus Orca                                                           |
| MDF 33/108         | 1977  | Goblin | Suspiria                                                               |
| MDF 33/109         | 1979  | Armando Trovajoli | La stanza del vescovo                                                  |
| MDF 33/110         | 1977  | Pippo Caruso | Maladolescenza                                                         |
| MDF 33/111         | 1977  | AA VV | Films in musica vol. 3                                                 |
| MDF 33/112         | 1977  | Pippo Caruso | L'occhio dietro la parete                                              |
| MDF 33/113         | 1977  | Libra | Shock                                                                  |
| MDF 33/114         | 1977  | Franco Campanino | Napoli si ribella                                                      |
| MDF 33/115         | 1977  | Stelvio Cipriani/Daniele Patucchi                                                                                                  | Cara sposa                                                             |
| MDF 33/116         | 1977  | Bixio - Frizzi - Tempera | Ecco noi per esempio...                                                |
| MDF 33/117         | 1978  | Ennio Morricone | Il gatto                                                               |
| MDF 33/118         | 1978  | Franco Micalizzi | Il grande attacco                                                      |
| MDF 33/119         | 1978  | Riz Ortolani | La ragazza dal pigiama giallo                                          |
| MDF 33/120         | 1978  | Pippo Caruso | Porca società                                                          |
| MDF 33.121         | 1978  | Goblin | Zombi                                                                  |
| MDF 33/122         | 1978  | Ennio Morricone | Così come sei                                                          |
| MDF 33/123         | 1978  | Pino Donaggio | Amore piombo e furore                                                  |
| MDF 33/124         | 1978  | AA VV | Films in musica vol.4                                                  |
| MDF 33/125         | 1978  | Bixio - Frizzi - Tempera | Rock n' Roll                                                           |
| MDF 33/126         | 1979  | Goblin | Amo non amo                                                            |
| MDF 33/127         | 1979  | Paolo Vasile | Controrapina                                                           |
| MDF 33/128         | 1979  | Ennio Morricone | Il giocattolo                                                          |
| MDF 33/129         | 1979  | Pippo Caruso | Le evase                                                               |
| MDF 33/130         | 1979  | Gianni Ferrio | Tutti a squola                                                         |
| MDF 33/131         | 1979  | Goblin | Squadra antigangster                                                   |
| MDF 33/132         | 1979  | Gianni Mazza e Paolo Vasile | Runaround                                                              |
| MDF 33/133         | 1979  | Goblin | Patrick                                                                |
| MDF 33/134         | 1979  | AA VV | Films in musica vol. 5                                                 |
| MDF 33/135         | 1979  | Riz Ortolani | Gli anni struggenti                                                    |
| MDF 33/136         | 1980  | Pino Donaggio | Senza buccia                                                           |
| MDF 33/138         | 1980  | Keith Emerson | Inferno                                                                |
| MDF 33/139         | 1980  | Muzzi Loffredo | Amore e magia nella cucina di mamma                                    |
| MDF 33/140         | 1980  | Walter Martino | Nervi a pezzi                                                          |
| MDF 33/141         | 1980  | Paolo Vasile | Il giorno del cobra                                                    |
| MDF 33/142         | 1980  | Goblin | Contamination                                                          |
| MDF 33/143         | 1980  | Jay Chattaway | Maniac                                                                 |
| MDF 33/144         | 1981  | Ennio Morricone | La storia vera della signora delle camelie                             |
| MDF 33/145         | 1981  | Ennio Morricone | Occhio alla penna                                                      |
| MDF 33/147         | 1981  | Lalo Schifrin | La pelle                                                               |
| MDF 33/148         | 1981  | Franco Piersanti | Sogni d'oro                                                            |
| MDF 33/149         | 1981  | Michel Legrand/Francis Lai | Bolero                                                                 |
| MDF 33/150         | 1981  | M. Ravel/ L.W. Beethoven/ F. Chopin/ J. Brahms/ F. Lizst                                                                           | Bolero                                                                 |
| MDF 33/151         | 1983  | Goblin | Notturno                                                               |
| MDF 33/152         | 1982  | Enzo De Caro | Prima che sia troppo presto                                            |
| MDF 33/154         | 1982  | Armando Trovajoli | Il mondo nuovo                                                         |
| MDF 33/155         | 1982  | Francis Lai | Momenti intimi di Madame Claude                                        |
| MDF 33/156         | 1982  | Aldo Salvi | Malamore                                                               |
| MDF 33/157         | 1982  | Goblin | Tenebre                                                                |
| MDF 33/158         | 1983  | Gianni Mazza | Grunt!                                                                 |
| MDF 33/159         | 1983  | Pippo Caruso | Tre anni                                                               |
| MDF 33/160         | 1984  | Didier Baberlieven | Viva la vita                                                           |
| MDF 33/161         | 1983  | Ennio Morricone | Nana                                                                   |
| MDF 33/163         | 1983  | Christian Dorisse | Braccato                                                               |
| MDF 33/164         | 1984  | Daniele Patucchi | Dimensione violenza                                                    |
| MDF 33/165         | 1985  | Riz Ortolani | Uno scandalo per bene                                                  |
| MDF 33/166         | 1984  | Stelvio Cipriani | Rage                                                                   |
| MDF 33/167         | 1985  | Autori vari | Phenomena                                                              |
| MDF 33/168         | 1985  | Michel Legrand | Tornare per rivivere                                                   |
| MDF 33/169         | 1986  | Tony Esposito | Un complicato intrigo di donne, vicoli e delitti                       |
| MDF 33/170         | 1986  | AA VV | Argento vivo                                                           |
| MDF 33/171         | 1986  | Umberto Smaila | Il ragazzo del pony express                                            |
| MDF 33/172         | 1986  | Tony Esposito | L'ombra nera del Vesuvio                                               |
| MDF 33/173         | 1986  | Fiorenzo Carpi | La storia                                                              |
| MDF 33/174         | 1986  | Pino Donaggio | Il caso Moro                                                           |
| MDF 33/175         | 1986  | Pino D'Angiò/ Lilli Greco | Notte d'estate con profilo greco, occhi a mandorla e odore di basilico |
| MDF 33/176         | 1986  | Fabio Frizzi | Superfantagenio                                                        |
| MDF 33/177         | 1987  | Pino Donaggio | Hotel Colonia                                                          |
| MDF 33/178         | 1987  | Serge Gainsbourg | Lui portava i tacchi a spillo (Tenue De Soirée)                        |
| MDF 33/179         | 1987  | AA VV | Rimini rimini                                                          |
| MDF 33/180         | 1987  | Mario Nascimbene | Lo scialo                                                              |
| MDF 33/181         | 1987  | Umberto Smaila | Caramelle da uno sconosciuto                                           |
| MDF 33/182         | 1987  | Piero Piccioni | Un tassinaro a New York                                                |
| MDF 33/183         | 1987  | Giuseppe Verdi, Giacomo Puccini, Vincenzo Bellini                                                                                  | Opera                                                                  |
| MDF 33/184         | 1988  | Bill Wyman/ Terry Taylor/ Norden Lightt /Brian Eno/ Roger Eno/ Pino Daniele/Elisabeth Norberg Schultz/ Mirella Freni/ Maria Callas | Opera                                                                  |
| MDF 33/185         | 1988  | AA VV | Argento Vivo 2                                                         |
| MDF 33/186         | 1988  | Simon Boswell | Brivido Giallo                                                         |
| MDF 33/187         | 1988  | Daniel Ducros | Pathos                                                                 |
| MDF 33/188         | 1988  | Evan Lurie | Il piccolo diavolo                                                     |
| MDF 33/189         | 1988  | Roman Vlad | Il giovane Toscanini                                                   |
| MDF 33/190         | 1989  | Lino Patruno | Guerra di spie                                                         |
| MDF 33/191         | 1989  | Eugenio Bennato / Carlo D'Angiò | Cavalli si nasce                                                       |
| MDF 33/192         | 1989  | Keith Emerson | La chiesa                                                              |
| MDF 33/193         | 1989  | Armando Trovajoli | La ciociara                                                            |
| MDF 33/194         | 1989  | Francis Lai | Disperatamente Giulia                                                  |
| MDF 33/195         | 1989  | Simon Boswell | Santa sangre                                                           |
| MDF 33/196         | 1989  | AA VV | Fantastico cinema                                                      |
| MDF 33/197         | 1990  | Kaoma do Brasil | Lambada                                                                |
| MDF 33/198         | 1991  | Pino Donaggio | La setta                                                               |

### 33 giri - Serie SC
| Numero di catalogo | Anno | Interprete                                 | Titoli                                                     |
| ------------------ | ---- | ------------------------------------------ | ---------------------------------------------------------- |
| SC 33/1            | 1962 | Tullio Pane                                | Holidays in Naples                                         |
| SC 33/2            | 1964 | Tullio Pane                                | Napoli contro tutti                                        |
| SC 33/7            | 1971 | Joe Sentieri                               | Cronache                                                   |
| SC 33/10           | 1972 | Gianni Davoli                              | Indimenticabile                                            |
| SC 33/11           | 1972 | Ainid's Orchestra                          | Mixed Music                                                |
| SC 33/13           | 1972 | Luciana Turina                             | Perché qualcuno un giorno mi ha dato la vita e... una voce |
| SC 33/14           | 1975 | Gruppo di Improvvisazione Nuova Consonanza | Gruppo d'Improvvisazione Nuova Consonanza                  |
| SC 33/16           | 1975 | Aura D'Angelo                              | Dammi un bacio e ti dico di si                             |
| SC 33/17           | 1975 | Achille Togliani                           | Le canzoni dell'amore (1923-1934)                          |
| SC 33/18           | 1975 | Achille Togliani                           | Le canzoni dell'amore (1935-1945)                          |
| SC 33/22           | 1975 | Pippo Franco                               | Bededé                                                     |
| SC 33/23           | 1975 | Enrico Montesano                           | Tabaret                                                    |
| SC 33/26           | 1975 | Enrico Montesano                           | Dudù e Cocò                                                |
| SC 33/27           | 1975 | Cherry Five                                | Cherry Five                                                |
| SC 33/31           | 1977 | Pino Caruso                                | Al Cabaret                                                 |
| SC 33/32           | 1977 | Pippo Franco                               | Al Cabaret                                                 |
| SC 33/37           | 1978 | Goblin                                     | Il Fantastico Viaggio del Bagarozzo Mark                   |
| SC 33/40           | 1978 | Cab                                        | Cab                                                        |
| SC 33/45           | 1982 | Goblin                                     | Volo                                                       |
| SC 33/52           | 1985 | Marco Armani                               | Le cose che vanno lontano                                  |
| SC 33/54           | 1985 | José Luis Moreno                           | Rockfeller a Pentatlon                                     |
| SC 33/56           | 1986 | Esecutori vari                             | E...state con noi                                          |
| SC 33/57           | 1987 | Marco Armani                               | Esser duri                                                 |

### 33 giri - Serie CJ
Questa serie di album era dedicata alla musica jazz
| Numero di catalogo | Anno | Interprete      | Titoli           |
| ------------------ | ---- | --------------- | ---------------- |
| CJ-1               | 1967 | Piero Piccioni  | New Sound Jazz#1 |
| CJ-2               | 1967 | Giorgio Gaslini | New Sound Jazz#2 |

### 33 giri - Serie CAB
Questa serie di album era dedicata ad artisti di cabaret, e pubblicava per lo più registrazioni di spettacoli
| Numero di catalogo | Anno | Interprete                    | Titoli                |
| ------------------ | ---- | ----------------------------- | --------------------- |
| CAB 2001           | 1979 | Pippo Franco                  | Busti al Pincio       |
| CAB 2003           | 1979 | Pino Caruso                   | Il brufolo            |
| CAB 2004           | 1979 | Oreste Lionello               | La ruota quadrata     |
| CAB 2005           | 1979 | Pippo Franco e Laura Troschel | C'era una volta Roma  |
| CAB 2006           | 1979 | Beppe Grillo                  | La deve smettere!     |
| CAB 2007           | 1980 | Fiorella Mari                 | Io sono fatta così    |
| CAB 2008           | 1980 | Gianfranco D'Angelo           | Spettacolo d'evasione |
| CAB 2009           | 1980 | Leo Gullotta                  | Strikimani            |
| CAB 2010           | 1980 | Enrico Montesano              | Tabaret vol. 2        |

### 45 giri - serie SC
| Numero di catalogo | Anno | Interprete                      | Titoli                                                          |
| ------------------ | ---- | ------------------------------- | --------------------------------------------------------------- |
| SC 1001            | 1961 | Wanda Romanelli                 | Ll'onne/Palummella swing                                        |
| SC 1002            | 1961 | Wanda Romanelli                 | N'ata dummeneca/Napoli shock                                    |
| SC 1003            | 1961 | Wanda Romanelli                 | Cuntrora/Settembre cu mme                                       |
| SC 1004            | 1961 | Wanda Romanelli                 | Cunto 'e lampare/Comme cantava Napule                           |
| SC 1005            | 1961 | Wanda Romanelli                 | Cerco gli occhi tuoi/Ci dev'essere un mondo                     |
| SC 1006            | 1962 | Wanda Romanelli                 | Fiori sull'acqua/Gondolì Gondolà                                |
| SC 1007            | 1962 | Wanda Romanelli                 | Tango Italiano/Pesca tu che pesco anch'io                       |
| SC 1008            | 1962 | Wanda Romanelli                 | Buongiorno amore/Inventiamo la vita                             |
| SC 1009            | 1962 | Wanda Romanelli                 | Quando quando quando/Cipria di sole                             |
| SC 1010            | 1962 | Wanda Romanelli                 | Il mio mare/Stanotte al luna park                               |
| SC 1011            | 1962 | Wanda Romanelli                 | A bassa voce/Sempre t'amerò                                     |
| SC 1012            | 1962 | Wanda Romanelli                 | Il cielo cammina/A bassa voce                                   |
| SC 1013            | 1962 | Wanda Romanelli                 | I giorni/Twist oh darling                                       |
| SC 1014            | 1962 | Wanda Romanelli                 | Serenata ad Agrigento/Il mio mare                               |
| SC 1015            | 1962 | Wanda Romanelli                 | Un'orchestrina nel mio cuor/Cerco gli occhi tuoi                |
| SC 1016            | 1962 | Tullio Pane                     | L'ammore avessa essere/'O sole mio                              |
| SC 1019            | 1962 | Tullio Pane                     | Comme facette mammeta/Torna                                     |
| SC 1020            | 1962 | Tullio Pane                     | Santa Lucia luntana/Voce 'e notte                               |
| SC 1022            | 1962 | Tullio Pane                     | 'E vvie d'o mare/Maria, Marì                                    |
| SC 1025            | 1962 | Tullio Pane                     | A femmena bella è comme o sole/Tu si a canzone mia              |
| SC 1028            | 1962 | Giuseppe Negroni                | BB Twist/Ballata delle sette note                               |
| SC 1033            | 1963 | Tullio Pane                     | Eternamente tu!/'E spingole frangese                            |
| SC 1034            | 1963 | Diana Della Rosa                | Roma nun fa' la stupida stasera/Tango delle capinere            |
| SC 1035            | 1963 | Tullio Pane                     | Nun lassà Napule/Senza dì niente                                |
| SC 1037            | 1964 | Tullio Pane                     | Dduje paravise/Scugliera                                        |
| SC 1038            | 1964 | Tullio Pane                     | Scalinatella/Sò felice                                          |
| SC 1039            | 1964 | Tullio Pane                     | Maggio, si tu!/Uocchie c'arraggiunate                           |
| SC 1041            | 1964 | Tullio Pane                     | 'O sole mio/Funiculì funiculà/Guapparia                         |
| SC 1045            | 1965 | Stoney                          | Se non avessi te/Pierrot noir                                   |
| SC 1049            | 1967 | The Astor                       | Resta dove sei/Lettera ad un amore                              |
| SC 1050            | 1967 | The Astor                       | La Bibbia beat/Ho girato tutta la terra                         |
| SC 1054            | 1967 | Pat Starke                      | Che vuole questa musica stasera/Violino tzigano                 |
| SC 1055            | 1967 | Gloria Paul                     | Sigpress/Sigpress (strumentale)                                 |
| SC 1058            | 1968 | Myriam Del Mare                 | Rose/Ti si legge in viso/ Vele) (disco tris)                    |
| SC 1068            | 1971 | Gianni Davoli                   | Diglielo tu/Strega                                              |
| SC 1069            | 1971 | Luciana Turina                  | Fratello ladro/Ma perché                                        |
| SC 1072            | 1972 | Udo Jürgens                     | Concerto per Elisa/Una ragazza da week-end                      |
| SC 1074            | 1972 | Luciana Turina                  | Djamballà (il mio tempo arriverà)/Cena per due                  |
| SC 1076            | 1973 | Gianni Davoli                   | E se fosse vero/Qualche volta no                                |
| SC 1080            | 1974 | Achille Togliani                | Quando riascolterai questa canzone/Lasciati cantare una canzone |
| SC 1082            | 1974 | Gianni Davoli                   | Pelle di albicocca/Serena notte blu                             |
| SC 1083            | 1974 | Enrico Montesano                | A me tu piaci te/Amarsi quando piove                            |
| SC 1085            | 1976 | Liana Orfei                     | Prendo la valigia e vado via/Ma cosa volevi                     |
| SC 1086            | 1976 | Pippo Franco                    | I scherzi stupidi/Praticamente no?                              |
| SC 1087            | 1976 | Antonio Sabàto                  | Come un vecchio marinaio/Uomo o pagliaccio                      |
| SC 1088            | 1976 | Gianni Davoli                   | E mo'/Balla Maria                                               |
| SC 1094            | 1977 | Gianni Davoli                   | E far l'amore/Piccoletta mia                                    |
| SC 1095            | 1977 | Linda Lee                       | Love was the magic/There's no matter                            |
| SC 1096            | 1977 | Take Five                       | Shock Me/Stop At The Red Light                                  |
| SC 1097            | 1977 | Gottfried & Les                 | Disco boggie/Rapp's boggie                                      |
| SC 1099            | 1977 | Pippo Franco e Laura Troschel   | Quanto sei bella Roma/L’autostop                                |
| SC 1100            | 1977 | Anna Mazzamauro                 | Raffreddore da fieno/La zebra Maria                             |
| SC 1103            | 1977 | Pippo Franco                    | Isotta/Ninna-nanna-nonna                                        |
| SC 1105            | 1977 | Liana Orfei                     | Op-là/Nomadi amori                                              |
| SC 1107            | 1977 | Goblin                          | Suspiria/Blind concert                                          |
| SC 1110            | 1978 | Gianni Davoli                   | Amore e favole/Ragazzina (coi capelli sopra il viso)            |
| SC 1111            | 1978 | I Nuovi Angeli                  | Non piange Ringo Starr/Nonna papera                             |
| SC 1113            | 1978 | Linda Lee                       | Ancora un po'/Go away                                           |
| SC 1116            | 1978 | Pippo Franco                    | Di questo bel terzetto/Pippo nonna                              |
| SC 1120            | 1978 | Mario Buccoli                   | Sono fuori di me/Povero re                                      |
| SC 1124            | 1979 | Pippo Franco                    | Mi scappa la pipì papà/Dai, compra                              |
| SC 1131            | 1979 | Enrico Montesano                | Il pulcino/La marcia della frutta                               |
| SC 1135            | 1979 | Pippo Franco e Laura Troschel   | Tu per me sei come Roma/.......                                 |
| SC 1137            | 1979 | Rimmel                          | Spazi blu/La giostra                                            |
| SC 1139            | 1979 | Linda Lee                       | Ma...io vi amo!/13 (thirteen)                                   |
| SC 1141            | 1979 | Pippo Franco                    | Dai lupone dai/La gente mi vuole male                           |
| SC 1142            | 1980 | Linda Lee                       | Va pensiero/Dico no                                             |
| SC 1145            | 1980 | Fratelli Balestra               | Angela/Ancora...e sempre tu                                     |
| SC 1150            | 1980 | Orietta Berti                   | La balena/Settimo giorno                                        |
| SC 1154            | 1981 | Orietta Berti                   | La barca non va più/Devi chiederlo a papà                       |
| SC 1155            | 1981 | Beppe Grillo                    | Te la dò io l'America/Te la dò io l'America (strumentale)       |
| SC 1162            | 1982 | Francesco Calabrese             | Ho scritto t'amo sulla sabbia/Notte da buttare                  |
| SC 1166            | 1982 | Luca e Manuela/La Banda Orsetti | Gomma gomma/Poroporopopò                                        |
| SC 1169            | 1983 | Marco Armani                    | È la vita/Stella                                                |
| SC 1171            | 1983 | Dora Moroni                     | Buona giornata/Buona giornata (strumentale)                     |
| SC 1174            | 1984 | Alida Chelli                    | Doppio senso doppio amore/Sinnò me moro                         |
| SC 1181            | 1984 | José Luis Moreno                | Rockfeller/Il corvo Krai-krai-krai                              |
| SC 1182            | 1985 | Marco Armani                    | Tu dimmi un cuore ce l'hai/Sa troppo poco di te                 |
| SC 1184            | 1985 | Alida Chelli                    | Che strana, però, Roma di sera/Ma chi te credi d'esse           |
| SC 1190            | 1986 | Marco Armani                    | Uno sull'altro/Questo dannato footing                           |
| SC 1192            | 1986 | Adriano Pappalardo              | Vengo con te/Le solite cose                                     |
| SC 1193            | 1986 | Gli Specchio                    | Scusi, me lo fa rivedere?/Baccello                              |
| SC 1194            | 1986 | Pippo Franco                    | Pepè/Pollice                                                    |
| SC 1199            | 1988 | Sara Carlson                    | Secrets of love/Dub version                                     |

### 45 giri - serie MDF
| Numero di catalogo | Anno    | Interprete                                     | Titoli                                                                         |
| ------------------ | ------- | ---------------------------------------------- | ------------------------------------------------------------------------------ |
| MDF 011            | 1969    | Ennio Morricone                                | Metti, una sera a cena / Uno che grida amore                                   |
| MDF 013            | 1969    | Ennio Morricone                                | L'assoluto naturale / Sembravi desiderare                                      |
| MDF 016            | 05-1970 | Ennio Morricone                                | Indagine su un cittadino al di sopra di ogni sospetto / Miraggio               |
| MDF 017            | 1970    | Ennio Morricone                                | La moglie più bella / Tema di Francesca                                        |
| MDF 019            | 1970    | Free Love                                      | Roy Colt/Dove                                                                  |
| MDF 020            | 1970    | Alberto Sordi (lato A)/Piero Piccioni (lato B) | Il presidente del Borgorosso Football Club/Free Mote One                       |
| MDF 027            | 6-1971  | Lea Massari                                    | Mio padre monsignore: Che d'è sta vita / La fortuna de chi...                  |
| MDF 029            | 10-1971 | Ennio Morricone                                | Giù la testa / Dopo l'esplosione                                               |
| MDF 030            | 10-1971 | Ennio Morricone                                | Giù la testa: Marcia degli accattoni / Mesa verde                              |
| MDF 031            | 01-1972 | Ennio Morricone                                | 4 mosche di velluto grigio / Come un madrigale                                 |
| MDF 034            | 04-1972 | Ennio Morricone                                | Forza "G": Sospesi tra le nuvole / Come un miracolo                            |
| MDF 036            | 1972    | Ennio Morricone                                | La cosa buffa / Come Giulietta e Romeo                                         |
| MDF 040            | 1973    | Anna Melato                                    | Canzone arrabbiata / Antonio Soffiantini detto Tunin                           |
| MDF 048            | 1973    | Sophia Loren                                   | Ma Dio addò sta / Somewhere A Dream                                            |
| MDF 053            | 1974    | Ennio Morricone                                | Mussolini ultimo atto/Verso la frontiera                                       |
| MDF 062            | 1974    | Ennio Morricone                                | Accadde a Venezia/Amare assolutamente                                          |
| MDF 072            | 1975    | Ennio Morricone                                | L'ultimo treno della notte/Coincidenze                                         |
| MDF 079            | 1975    | Filippo Trecca                                 | Le città del mondo/Il viaggio                                                  |
| MDF 083            | 1975    | Linda Lee                                      | Annie Belle/La fine dell'innocenza                                             |
| MDF 087            | 1975    | Ennio Morricone                                | La donna della domenica / Torino di notte                                      |
| MDF 093            | 1976    | Enrico Simonetti                               | Arance amare / Love me, love me                                                |
| MDF 115            | 1977    | Ivan Vandor                                    | Una spirale di nebbia / Un caso insoluto                                       |
| MDF 118            | 1977    | I Charango                                     | Piedone l'africano: Freedom / Diamonds                                         |
| MDF 135            | 1981    | Ennio Morricone                                | Autostrada / Marcetta popolare / Bianco, rosso e Verdone / Un povero emigrante |
| MDF 147            | 1988    | Francesco Nuti                                 | Puppe a pera / Giulia                                                          |

### 45 giri - serie FC
| Numero di catalogo | Anno | Interprete      | Titoli                            |
| ------------------ | ---- | --------------- | --------------------------------- |
| FC 1010            | 1961 | Wanda Romanelli | Serenata ad Agrigento/Il mio mare |
|                    |      |                 |                                   |